# بيلاجيانية

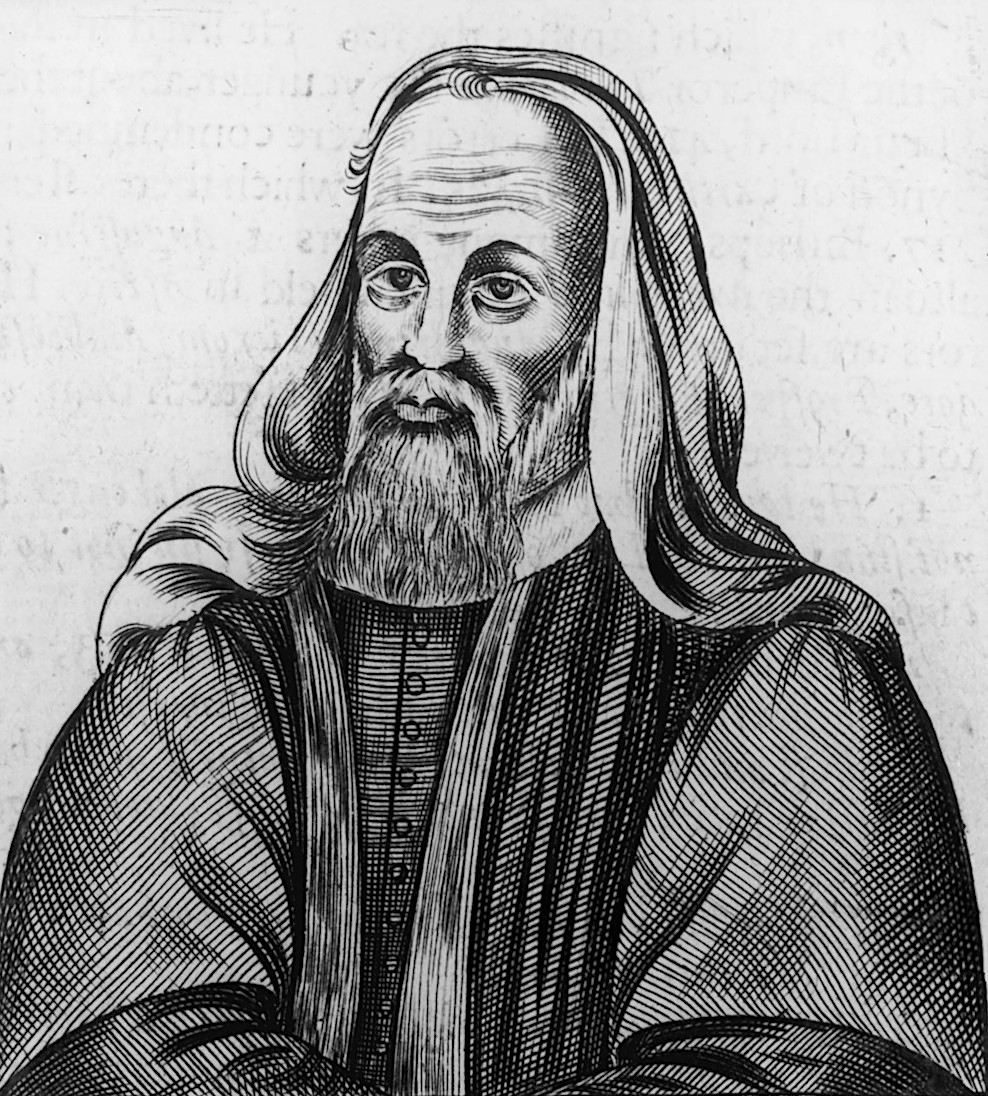

البيلاجيانية هي نظرية لاهوتية يعود اسمها إلى الراهب بيلاجيوس (354 - 420 م). انها معتقد أن الخطيئة الأصلية لم تؤثر على الطبيعة البشرية وأن إرادة الإنسان لا تزال قادرة على ألإختيار بين الخير والشر بدون مساعدة إلهية خاصة. وبالتالي، كانت خطيئة آدم تشكيل نموذج سيئ لنسله، ولكن عواقبها الأخرى لم تحسب لهم. وحسب البيلاجيانية، كان دور يسوع لتشكيل نموذج جيد لباقي الناس (وهكذا يبطل نموذج آدم السيئ) بالإضافة إلى التكفير عن خطايانا. وباختصار، للإنسان السيطرة التامة، والمسؤولية التامة عن اطاعة الإنجيل بالإضافة إلى المسؤولية التامة عن كل خطيئة (النقطة الأخيرة موافق عليها من قبل أنصار وخصوم البيلاجيانية). وحسب العقيدة البيلاجيانية، كون الإنسان خاطئ عن طريق ألإختيار، فإنه مجرم بحاجة إلى تكفير يسوع المسيح. والخطاة ليسوا ضحايا، بل انهم مجرمون يحتاجون إلى العفو.
تعتبر البيلجيانية هرطقة في معظم الطوائف المسيحية، بما فيها الكاثوليكية والبروتستانتية التاريخية.